# Dave Walker (automobilista)
David Walker (Sydney, Austrália, 10 de junho de 1941 – 24 de maio de 2024) foi um automobilista australiano que participou de 11 Grandes Prêmios de Fórmula 1 entre 1971 e 1972.

## Morte
Walker morreu no dia 24 de maio de 2024, aos 82 anos.